# Hazuki Watanabe
Hazuki Watanabe (渡部 葉月, Watanabe Hazuki), née le 7 août 2004 à Nagoya, est une gymnaste artistique japonaise.
En 2022, elle est la championne du monde à la poutre.
Elle faisait partie de l'équipe médaillée de bronze aux championnats asiatiques 2022. De plus, elle a représenté le Japon aux premiers Championnats du monde juniors.